# Zakaria Zouggary
Zakaria Zouggary, né le 6 juin 1995 à Amsterdam aux Pays-Bas, est un kick-boxeur néerlando-marocain poids plumes. En 2016, il a remporté le S-cup World Tournament Champion des moins de 65 kg.

## Biographie
Natif d'Amsterdam, il grandit à Rotterdam. Ses parents sont originaires de Temsamane. Le kick-boxeur est inscrit à la salle Team Souwer à Rotterdam.
Il écrit pour la première fois son nom en 2015 lors du K-1 Max au Japon. Il fait ses débuts sous Glory en mai 2018 à Bois-le-Duc. Lors de son premier combat, il fait face au Turc Yetkin Ozkul. Le combat sera remporté par le Marocain via une décision unanime. Son deuxième combat l'opposait face à Massaro Glunder à Amsterdam lors du Glory 45. Il remporte de nouveau le combat via décision unanime. Le kick-boxeur fait l'expérience d'une première défaite sur KO lors du Glory 49, à domicile face au Thaïlandais Kiatmookao. Zakaria décide de prendre une pause et retourne sur le ring le 31 mars 2019 lors du Glory 52 face à Bailey Sugden qui se soldera sur une nouvelle victoire. 
Le 26 octobre 2019, à l'occasion du Glory 70, il bat le Français Abdellah Ezbiri par KO dans la ville natale de l'adversaire, à Lyon.
Le 21 décembre 2019, il participe à l'événement revanche opposant Badr Hari à Rico Verhoeven et combat l'américain Ten Pow. Il remporta le combat sur un KO technique.
En 2019, il est salué, au côté de Mohammed Jaraya, par le roi Mohammed VI pour ses prouesses sportives. En mars 2020, il est officiellement honoré par le gouverneur de la ville de Guercif.

## Palmarès
- 2016 : champion du monde S-cup -65 kg